# Amphinomia sulphurea
Amphinomia sulphurea är en svampdjursart som beskrevs av Hooper 1991. Amphinomia sulphurea ingår i släktet Amphinomia och familjen Raspailiidae.
Artens utbredningsområde är havet kring Australien. Inga underarter finns listade i Catalogue of Life.